# Сайґо Цуґуміті
Сайґо́ Цуґумі́ті (яп. 西郷従道, さいごうつぐみち; 1 червня 1843 — 18 липня 1902) — японський політичний і державний діяч, військовик. Офіцер Імперської армії та Імперського флоту Японії, маршал Імперського флоту. Учасник громадянської війни Босін (1868—1869) і Південно-західно війни (1877), командувач Тайванським походом (1874). Голова Відділу освоєння Півночі (1874), міністр культури (1878), міністр армії (1878—1880, 1896), міністр сільського господарства і торгівлі (1881—1884). 1-й, 3-й і 6-й міністр флоту Японії (1885—1886, 1887—1890, 1893—1898). Міністр внутрішніх справ (1890—1891, 1898—1900). Маркіз, ґенро. Молодший брат Сайґо Такаморі.

## Біографія
Сайґо Цуґумічі народився 1 червня 1843 року в південнояпонському уділі Сацума-хан, в самурайській родині. В юності, разом із братом, він брав участь в громадському русі за повалення сьоґунату Токуґава і реставрації Мейдзі 1868 року. В ході громадянської війни Босін 1868—1869 років Цуґумічі командував підрозділами Імператорських урядових військ.
1869 року Цуґумічі, спільно із Ямаґатою Арітомо, вирушив до Європи, де вивчав військовий устрій європейських країн. Після повернення на батьківщину він був одним із головних організаторів і модернізаторів Імперського флоту Японії.
1873 року Цуґумічі став заступником міністра армії, а за рік отримав звання генерал-лейтенанта. 1874 він року самовільно санкціював каральний похід японських військ на Тайвань, чим спровокував конфлікт між Японією і китайською династією Цін.
1877 року, під час Південно-західної війни, Цуґумічі відмовився пристати на бік повстанців, якими командував його старший брат Такаморі, і керував урядовими частинами, які взяли участь у придушення антиурядових виступів. 1878 року, за заслуги перед троном, його було призначено міністром культури й армії, а з 1881 року — міністром сільського господарства й торгівлі. 1884 року, Цуґумічі прирівняли до титулованої шляхти кадзоку, надавши титул графа.
1885 року, з постанням Кабінету міністрів Японії, Цуґумічі увійшов до складу першого уряду Іто Хіробумі, в якому отримав портфель міністра флоту. 1890 року, в кабінеті Мацукати Масайосі, він займав крісло міністра внутрішніх справ. Проте наступного року, через інцидент в Оцу, Цуґумічі був змушений подати у відставку. 1892 року йому надали титул ґенро.
В ході японсько-китайської війни 1894—1895 років Цуґумічі очолював міністерство флоту Японії. 1894 року його нагородили званням адмірала і дарували титул маркіза. За п'ять років Цуґумічі отримав найвищий військово-морський титул країни — маршала Імператорського флоту Японії.
Сайґо Цуґумічі помер 18 липня 1902 року в Токіо.